# Aron Schmidhuber
Aron Schmidhuber (Ottobrunn, 1947. február 28. –) német nemzetközi labdarúgó-játékvezető.

## Pályafutása

### Nemzeti játékvezetés
A küldési gyakorlat szerint rendszeres partbírói tevékenységet is végzett. 1977-ben a 2. Bundesliga, 1980-ban a Bundesliga játékvezetője. A kilencvenes évek elejének egyik legtapasztaltabb játékvezetője. Az aktív nemzeti játékvezetéstől 1994-ben vonult vissza. Vezetett bajnoki mérkőzéseinek száma: 142.

#### Nemzeti kupamérkőzések
Vezetett kupadöntők száma: 1.

#### Német labdarúgókupa
| Időpont          | Helyszín                 | Mérkőzés típusa | Mérkőzés                    | Eredmény | Nézők száma |
| ---------------- | ------------------------ | --------------- | --------------------------- | -------- | ----------- |
| 1991. június 22. | Olimpiai Stadion, Berlin | döntő           | SV Werder Bremen–1. FC Köln | 1 – 1    | 73 000      |

### Nemzetközi játékvezetés
A Német labdarúgó-szövetség Játékvezető Bizottsága (JB) terjesztette fel nemzetközi játékvezetőnek, a Nemzetközi Labdarúgó-szövetség (FIFA) 1982-től tartotta nyilván bírói keretében. A FIFA JB központi nyelvei közül a németet beszéli. Több nemzetek közötti válogatott és klubmérkőzést vezetett, vagy működő társának partbíróként, 4. bíróként segített. FIFA JB besorolás szerint első kategóriás bíró. A német nemzetközi játékvezetők rangsorában, a világbajnokság-Európa-bajnokság sorrendjében többedmagával a 6. helyet foglalja el 14 találkozó szolgálatával. Az UEFA által szervezett labdarúgó kupasorozatokban összesen 41 mérkőzést vezetett, amivel a 42. helyen áll. Az aktív nemzetközi játékvezetéstől 1994-ben búcsúzott. Válogatott mérkőzéseinek száma: 20.

#### Labdarúgó-világbajnokság

##### U20-as labdarúgó-világbajnokság
Szaúd-Arábia rendezte a 7., az 1989-es ifjúsági labdarúgó-világbajnokságot, ahol a FIFA JB hivatalnokként alkalmazta.

###### 1989-es ifjúsági labdarúgó-világbajnokság
| Időpont           | Helyszín                              | Mérkőzés típusa              | Mérkőzés               | Eredmény | Nézők száma |
| ----------------- | ------------------------------------- | ---------------------------- | ---------------------- | -------- | ----------- |
| 1989. február 19. | Városi Stadion, Dammám                | csoportmérkőzés (B. csoport) | Costa Rica–Szovjetunió | 0 – 1    | 5000        |
| 1989. február 25. | Fáhd Király Nemzetközi Stadion, Taif  | egyik negyeddöntő            | Irak–Amerika           | 1 – 2    | 18 000      |
| 1989. március 3.  | Fáhd Király Nemzetközi Stadion, Rijád | döntő                        | Portugália–Nigéria     | 2 – 0    | 65 000      |

---
A világbajnoki döntőhöz vezető úton Olaszországba a XIV., az 1990-es labdarúgó-világbajnokságra valamint Amerikai Egyesült Államokba a XV., az 1994-es labdarúgó-világbajnokságra  a FIFA JB bíróként alkalmazta. Selejtező mérkőzéseket az UEFA valamint AFC zónákban vezetett. A FIFA JB elvárása szerint, ha nem vezetett, akkor partbíróként tevékenykedett. Egy csoportmérkőzésen 2. számú besorolást kapott. Világbajnokságon vezetett mérkőzéseinek száma: 2 + 1 (partbíró)

##### 1990-es labdarúgó-világbajnokság

###### Selejtező mérkőzés
| Időpont           | Helyszín                | Mérkőzés típusa           | Mérkőzés                 | Eredmény | Nézők száma |
| ----------------- | ----------------------- | ------------------------- | ------------------------ | -------- | ----------- |
| 1989. április 26. | Olimpiai Stadion, Athén | előselejtező (1. csoport) | Görögország–Románia      | 0 – 0    | 15 000      |
| 1989. október 6.  | Sparta Stadion, Prága   | előselejtező (7. csoport) | Csehszlovákia–Portugália | 2 – 1    | 29 809      |

###### Világbajnoki mérkőzés
| Időpont          | Helyszín                               | Mérkőzés típusa              | Mérkőzés                  | Eredmény | Nézők száma |
| ---------------- | -------------------------------------- | ---------------------------- | ------------------------- | -------- | ----------- |
| 1990. június 11. | Sant' Elia Stadion, Cagliari           | csoportmérkőzés (F. csoport) | Anglia–Írország           | 1 – 1    | 35 000      |
| 1990. június 26. | Marc Antonio Bentegodi Stadion, Verona | egyik nyolcaddöntő           | Jugoszlávia–Spanyolország | 2 – 1    | 35 000      |

##### 1994-es labdarúgó-világbajnokság

###### Selejtező mérkőzés
| Időpont             | Helyszín                            | Mérkőzés típusa           | Mérkőzés                 | Eredmény | Nézők száma |
| ------------------- | ----------------------------------- | ------------------------- | ------------------------ | -------- | ----------- |
| 1992. november 18.  | Ibrox Stadion, Glasgow              | előselejtező (1. csoport) | Skócia–Olaszország       | 0 – 0    | 33 029      |
| 1993. március 31.   | Arms Park Stadion, Cardiff          | előselejtező (4. csoport) | Wales–Belgium            | 2 – 0    | 27 002      |
| 1993. augusztus 22. | Råsunda Stadion, Stockholm          | előselejtező (6. csoport) | Svédország–Franciaország | 1 – 1    | 30 530      |
| 1993. október 16.   | Khalifa International Stadion, Doha | AFC döntő csoport         | Irán–Dél-Korea           | 0 – 3    | 10 000      |
| 1993. október 25.   | Khalifa International Stadion, Doha | AFC döntő csoport         | Japán–Dél-Korea          | 1 – 0    | 15 000      |

#### Labdarúgó-Európa-bajnokság
Az európai labdarúgó torna döntőjéhez vezető úton Nyugat-Németországba a VIII., az 1988-as labdarúgó-Európa-bajnokságra illetve Svédországba a IX., az 1992-es labdarúgó-Európa-bajnokságra az UEFA JB játékvezetőként foglalkoztatta.

##### 1988-as labdarúgó-Európa-bajnokság

###### Selejtező mérkőzés
| Időpont            | Helyszín                                 | Mérkőzés típusa           | Mérkőzés          | Eredmény | Nézők száma |
| ------------------ | ---------------------------------------- | ------------------------- | ----------------- | -------- | ----------- |
| 1986. november 15. | Giuseppe Meazza San Siro Stadion, Milánó | előselejtező (2. csoport) | Olaszország–Svájc | 3 – 2    | 67 422      |

##### 1992-es labdarúgó-Európa-bajnokság

###### Selejtező mérkőzés
| Időpont           | Helyszín                 | Mérkőzés típusa           | Mérkőzés                 | Eredmény | Nézők száma |
| ----------------- | ------------------------ | ------------------------- | ------------------------ | -------- | ----------- |
| 1990. október 31. | JNA Stadion, Belgrád     | előselejtező (4. csoport) | Jugoszlávia–Ausztria     | 1 – 1    | 11 422      |
| 1991. április 17. | Népstadion, Budapest     | előselejtező (3. csoport) | Magyarország–Szovjetunió | 0 – 1    | 60 000      |
| 1991. október 16. | Steaua Stadion, Bukarest | előselejtező (2. csoport) | Románia–Skócia           | 1 – 0    | 30 000      |

###### Európa-bajnoki mérkőzés
| Időpont          | Helyszín                   | Mérkőzés típusa              | Mérkőzés         | Eredmény | Nézők száma |
| ---------------- | -------------------------- | ---------------------------- | ---------------- | -------- | ----------- |
| 1992. június 17. | Råsunda Stadion, Stockholm | csoportmérkőzés (A. csoport) | Svédország–Dánia | 1 – 0    | 29 902      |

#### Nemzetközi kupamérkőzések
Vezetett kupadöntők száma: 1.

##### Kupagyőztesek Európa-kupája
| Időpont              | Helyszín                    | Mérkőzés típusa           | Mérkőzés              | Eredmény |
| -------------------- | --------------------------- | ------------------------- | --------------------- | -------- |
| 1982. szeptember 29. | Megyeri úti Stadion, Nantes | előselejtező első forduló | Újpesti Dózsa–Belgium | 3 – 1    |

##### UEFA-kupa
Hazai pályán a félidőben már 2–0 volt a Videoton FC javára, azonban a német játékvezető, a 67. percben köd miatt félbeszakította a mérkőzést, így azt másnap kellett újrajátszani.
| Időpont           | Helyszín                       | Mérkőzés típusa           | Mérkőzés                           | Eredmény |
| ----------------- | ------------------------------ | ------------------------- | ---------------------------------- | -------- |
| 1984. november 7. | Sóstói Stadion, Székesfehérvár | előselejtező (2. forduló) | Videoton FC–Paris Saint-Germain FC | 2 – 0    |
| 1984. november 8. | Sóstói Stadion, Székesfehérvár | előselejtező (2. forduló) | Videoton FC–Paris Saint-Germain FC | 1 – 0    |

##### Bajnokcsapatok Európa-kupája
A 38. játékvezető – az 5. német – aki BEK döntőt vezetett.
| Időpont         | Helyszín                | Mérkőzés típusa | Mérkőzés                  | Eredmény | Nézők száma |
| --------------- | ----------------------- | --------------- | ------------------------- | -------- | ----------- |
| 1992. május 20. | Wembley Stadion, London | döntő           | FC Barcelona–UC Sampdoria | 1 – 0    | 70 000      |

#### A magyar labdarúgó-válogatott mérkőzései (1902–1929)
| Időpont         | Helyszín                    | Mérkőzés típusa              | Mérkőzés                   | Eredmény | Nézők száma |
| --------------- | --------------------------- | ---------------------------- | -------------------------- | -------- | ----------- |
| 1984. május 31. | Üllői úti Stadion, Budapest | felkészülési (585. mérkőzés) | Magyarország–Spanyolország | 1 – 1    | 10 000      |

## Sportvezetői pályafutása
2007-ben FIFA instruktor, nemzetközi játékvezető ellenőr.

## Sikerei, díjai
- A német sportszakemberek véleménye szerint 1987-ben, 1991-ben és 1992-ben az év játékvezetője megtisztelő címet érdemelte ki. 1992-ben Aron Schmidhubert érte az a megtiszteltetés, hogy a világ legjobb nemzetközi játékvezetőjének választották.
- A IFFHS (International Federation of Football History & Statistics) 1987-2011 évadokról tartott nemzetközi szavazásán 151, játékvezető besorolásával minden idők 35, legjobb bírójának rangsorolta. A 2008-as szavazáshoz képest 15 pozíciót hátrább lépett.